# DFB-Pokal 2016-2017
La DFB-Pokal 2016-2017 è stata la 74ª edizione della Coppa di Germania, è iniziata il 19 agosto 2016 e si è conclusa il 27 maggio 2017, con la vittoria del Borussia Dortmund allo Stadio Olimpico di Berlino.

## Squadre partecipanti
La competizione si svolge su sei turni ad eliminazione a gara secca. Sono 64 le squadre qualificate al torneo:
| Bundesliga tutte le squadre dell'edizione 2015-2016 | 2. Bundesliga tutte le squadre dell'edizione 2015-2016 | 3. Liga le prime 4 classificate dell'edizione 2015-2016          | Rappresentanti regionali 24 club vincitori delle coppe organizzate dai 21 comitati regionali della DFB nella stagione 2015-2016, più un club aggiuntivo a testa per i 3 comitati con più squadre qualificate. |
| - Bayern Monaco (detentore) - Borussia Dortmund - Bayer Leverkusen - Borussia M'gladbach - Schalke 04 - Magonza - Hertha Berlino - Wolfsburg - Colonia - Amburgo - Ingolstadt 04 - Augusta - Werder Brema - Darmstadt - Hoffenheim - Eintracht Francoforte - Stoccarda - Hannover 96 | - Friburgo - RB Lipsia - Norimberga - St. Pauli - Bochum - Union Berlino - Karlsruhe - Eintracht Braunschweig - Greuther Fürth - Kaiserslautern - Heidenheim - Arminia Bielefeld - Sandhausen - Fortuna Düsseldorf - Monaco 1860 - Duisburg - FSV Francoforte - Paderborn | - Dinamo Dresda - Erzgebirge Aue - Kickers Würzburg - Magdeburgo | - Baden settentrionale - Astoria Walldorf (IV) - Baviera - Unterhaching (IV) - Jahn Ratisbona (III) - Berlino - Preußen Berlino (VI) - Brandeburgo - Babelsberg (IV) - Brema - Bremer SV (V) - Amburgo - Eintracht Norderstedt (IV) - Assia - Kickers Offenbach (IV) - Meclemburgo-Pomerania Anteriore - Hansa Rostock (III) - Renania centrale - Viktoria Colonia (IV) - Renania meridionale - Rot-Weiss Essen (IV) - Bassa Sassonia - Drochtersen-Assel (IV) - Germania Egestorf (IV) - Renania-Palatinato - Eintracht Treviri (IV) - Saarland - Homburg (IV) - Sassonia - Zwickau (III) - Sassonia-Anhalt - Hallescher (III) - Schleswig-Holstein - Lubecca (IV) - Baden meridionale - Villingen (VI) - Sud ovest - Hauenstein (V) - Turingia - Carl Zeiss Jena (IV) - Vestfalia - Sportfreunde Lotte (III) - Wattenscheid 09 (IV) - Württemberg - Ravensburg (V) |
| Campionato d'appartenenza: III = 3. Liga • IV = Regionalliga • V = Oberliga • VI = Verbandsliga | |                                                                  | |

1. 1 2 3  Nell'ultimo gruppo di squadre, di norma ogni comitato locale qualifica la sola squadra vincitrice della Coppa regionale. Baviera, Bassa Sassonia e Vestfalia - in quanto regioni col maggior numero di squadre partecipanti - hanno invece diritto a qualificare due squadre regionali. Alla vincitrice della Coppa si affianca pertanto anche la finalista perdente (in Bassa Sassonia), la squadra vincitrice del girone locale di Regionalliga (in Baviera) e la vincitrice di uno spareggio tra la vincitrice del girone locale di Oberliga e la squadra regionale meglio piazzata nel girone West di Regionalliga (in Vestfalia)
2. ↑  Essendo il Würzburger Kickers (vincitore della Coppa di Baviera) già qualificato grazie al piazzamento ottenuto in 3. Liga, il SpVgg Unterhaching è ammesso alla Coppa nazionale quale finalista perdente.
3. ↑  Essendo l'Erzgebirge Aue (vincitore della Coppa di Sassonia) già qualificato grazie al piazzamento ottenuto in 3. Liga, il FSV Zwickau è ammesso alla Coppa nazionale quale finalista perdente.

### Calendario
| Turno                   | Sorteggio                                      | Partite                     |
| ----------------------- | ---------------------------------------------- | --------------------------- |
| Trentaduesimi di finale | 18 giugno 2016, 23:30 CEST                     | 19–22 agosto 2016           |
| Sedicesimi di finale    | 26 agosto 2016, 22:45 CEST                     | 25–26 ottobre 2016          |
| Ottavi di finale        | 26 ottobre 2016, 23:45 CEST                    | 7–8 febbraio 2017           |
| Quarti di finale        |                                                | 28 febbraio – 1º marzo 2017 |
| Semifinali              |                                                | 25–26 aprile 2017           |
| Finale                  | 27 maggio 2017 allo Stadio Olimpico di Berlino |                             |

## Trentaduesimi di finale
| Squadra 1             | Risultato       | Squadra 2              |
| --------------------- | --------------- | ---------------------- |
| 19 agosto 2016        |                 |                        |
| Carl Zeiss Jena       | 0 - 5           | Bayern Monaco          |
| Ravensburg            | 0 - 2           | Augusta                |
| Lubecca               | 0 - 3           | St. Pauli              |
| 20 agosto 2016        |                 |                        |
| Eintracht Treviri     | 0 - 3           | Borussia Dortmund      |
| Wattenscheid 09       | 1 - 2           | Heidenheim             |
| Sportfreunde Lotte    | 2 - 1           | Werder Brema           |
| Duisburg              | 1 - 2 (dts)     | Union Berlino          |
| Drochtersen-Assel     | 0 - 1           | Borussia M'gladbach    |
| Kickers Würzburg      | 1 - 0 (dts)     | Eintracht Braunschweig |
| FSV Francoforte       | 1 - 2           | Wolfsburg              |
| Jahn Ratisbona        | 1 - 1 (3–5 dtr) | Hertha Berlino         |
| Monaco 1860           | 2 - 1           | Karlsruhe              |
| Eintracht Norderstedt | 1 - 4           | Greuther Fürth         |
| Babelsberg            | 0 - 4           | Friburgo               |
| Kickers Offenbach     | 2 - 3 (dts)     | Hannover 96            |
| Astoria Walldorf      | 4 - 3 (dts)     | Bochum                 |
| Viktoria Colonia      | 1 - 1 (5–6 dtr) | Norimberga             |
| Rot-Weiss Essen       | 2 - 2 (4–5 dtr) | Arminia Bielefeld      |
| Magdeburgo            | 1 - 1 (3–4 dtr) | Eintracht Francoforte  |
| Erzgebirge Aue        | 0 - 0 (7–8 dtr) | Ingolstadt 04          |
| Zwickau               | 0 - 1           | Amburgo                |
| Unterhaching          | 3 - 3 (2–4 dtr) | Magonza                |
| Villingen             | 1 - 4           | Schalke 04             |
| Dinamo Dresda         | 2 - 2(5–4 dtr)  | RB Lipsia              |
| Germania Egestorf     | 0 - 6           | Hoffenheim             |
| Preußen Berlino       | 0 - 7           | Colonia                |
| Hansa Rostock         | 0 - 3           | Fortuna Düsseldorf     |
| Paderborn             | 1 - 2           | Sandhausen             |
| Hauenstein            | 1 - 2           | Bayer Leverkusen       |
| Homburg               | 0 - 3           | Stoccarda              |
| Bremer SV             | 0 - 7           | Darmstadt              |
| Hallescher            | 4 - 3 (dts)     | Kaiserslautern         |

## Sedicesimi di finale
| Squadra 1             | Risultato       | Squadra 2          |
| --------------------- | --------------- | ------------------ |
| 25 ottobre 2016       |                 |                    |
| Kickers Würzburg      | 0 - 0 (3-4 dcr) | Monaco 1860        |
| Sportfreunde Lotte    | 2 - 2 (4-3 dcr) | Bayer Leverkusen   |
| Dinamo Dresda         | 0 - 1           | Arminia Bielefeld  |
| Friburgo              | 3 - 3 (3-4 dcr) | Sandhausen         |
| Borussia M'gladbach   | 2 - 0           | Stoccarda          |
| Eintracht Francoforte | 0 - 0 (4-1 dcr) | Ingolstadt 04      |
| St. Pauli             | 0 - 2           | Hertha Berlino     |
| Hallescher            | 0 - 4           | Amburgo            |
| 26 ottobre 2016       |                 |                    |
| Heidenheim            | 0 - 1           | Wolfsburg          |
| Astoria Walldorf      | 1 - 0           | Darmstadt          |
| Hannover 96           | 6 - 1           | Fortuna Düsseldorf |
| Greuther Fürth        | 2 - 1           | Magonza            |
| Colonia               | 2 - 1           | Hoffenheim         |
| Norimberga            | 2 - 3           | Schalke 04         |
| Bayern Monaco         | 3 - 1           | Augusta            |
| Borussia Dortmund     | 1 - 1 (3-0 dcr) | Union Berlino      |

## Ottavi di finale
| Squadra 1          | Risultato       | Squadra 2             |
| ------------------ | --------------- | --------------------- |
| 7 febbraio 2017    |                 |                       |
| Astoria Walldorf   | 1 - 1 (4-5 dcr) | Arminia Bielefeld     |
| Amburgo            | 2 - 0           | Colonia               |
| Bayern Monaco      | 1 - 0           | Wolfsburg             |
| Greuther Fürth     | 0 - 2           | Borussia M'gladbach   |
| 8 febbraio 2017    |                 |                       |
| Sandhausen         | 1 - 4           | Schalke 04            |
| Sportfreunde Lotte | 2 - 0           | Monaco 1860           |
| Borussia Dortmund  | 1 - 1 (3-2 dcr) | Hertha Berlino        |
| Hannover 96        | 1 - 2           | Eintracht Francoforte |

## Quarti di finale
| Squadra 1             | Risultato | Squadra 2           |
| --------------------- | --------- | ------------------- |
| 28 febbraio 2017      |           |                     |
| Eintracht Francoforte | 1 - 0     | Arminia Bielefeld   |
| 1º marzo 2017         |           |                     |
| Amburgo               | 1 - 2     | Borussia M'gladbach |
| Bayern Monaco         | 3 - 0     | Schalke 04          |
| 14 marzo 2017         |           |                     |
| Sportfreunde Lotte    | 0 - 3     | Borussia Dortmund   |

## Semifinali
| Squadra 1           | Risultato       | Squadra 2             |
| ------------------- | --------------- | --------------------- |
| 25 aprile 2017      |                 |                       |
| Borussia M'gladbach | 1 - 1 (6-7 dcr) | Eintracht Francoforte |
| 26 aprile 2017      |                 |                       |
| Bayern Monaco       | 2 - 3           | Borussia Dortmund     |

## Finale
| Arbitro: | Deniz Aytekin |

|           |           |                           |
| Rebić 29’ | Marcatori | 8’ Dembélé 67’ Aubameyang |